# NGC 4733
NGC 4733 é uma galáxia elíptica (E) localizada na direcção da constelação de Virgo. Possui uma declinação de +10° 54' 43" e uma ascensão recta de 12 horas, 51 minutos e 06,7 segundos.
A galáxia NGC 4733 foi descoberta em 15 de Março de 1784 por William Herschel.